# Eugène Bourdon
Eugène Bourdon (Paris, 8 de abril de 1808 — Paris, 29 de setembro de 1884) foi um relojoeiro, engenheiro e inventor que se notabilizou pelo desenvolvimento do manómetro metálico, conhecido como tubo de Bourdon, para o qual obteve uma patente em  18 de junho de 1849.

## Biografia
Filho de um comerciante de seda mostrou uma inclinação para as artes mecânicas logo na escola primária. De 1826 a 1828, foi para a Alemanha para completar a sua aprendizagem. De regresso a Paris, começou por ajudar o pai na sua atividade, tendo depois trabalhado no gabinete de design de Jecker & Calla. Acaba por fundar a sua própria oficina de instrumentos científicos, especializando-se em modelos de máquinas a vapor.
À procura de um mecanismo que lhe permitisse medir a pressão na câmara do compressor sem recorrer a barómetros de depósito de mercúrio, pensou em utilizar a curvatura de um tubo circular feito de um metal com boas propriedades elásticas: foi assim que surgiu o manómetro de tubo de Bourdon, patenteado em 18 de junho de 1849 em Paris e licenciado às oficinas de Félix Richard (1809-1876).
Esta invenção foi galardoada com a medalha de ouro na Exposição de Paris de 1849. Dois anos mais tarde, na Exposição Universal de 1851, partilhou a medalha do Conselho com o seu concorrente Lucien Vidie.
Está sepultado no Cemitério de Père-Lachaise, 14.ª divisão.